# Anthonotha xanderi
Espèce
Synonymes
- Anthonotha xanderi Breteler, 2010 (préféré par NCBI)[2]
- Anthonotha xanderi[2]

Anthonotha xanderi Breteler est une espèce de plantes à fleurs du genre Anthonotha, de la famille des Fabaceae. C'est un arbre endémique du Cameroun.

## Étymologie
Son épithète spécifique xanderi rend hommage au botaniste Xander van der Burgt.

## Description
C'est un arbre d'environ 25-39 mètres de haut. Le diamètre du tronc peut aller jusqu'à 111 cm. Cet arbre présente des racines aériennes, pouvant mesurer 2 m de largeur.

## Habitat et distribution
Son habitat naturel se trouve dans les forêts tropicales primaires et secondaires.
Endémique du Cameroun, l'espèce est présente dans la Région du Sud-Ouest (au sud du parc national de Korup où elle est répandue) et dans celle du Sud.